# AppleSearch
AppleSearch era un motor de cerca client/servidor d'Apple Computer, llançat per primera vegada per al clàssic Mac OS el 1994, sent un dels primers cercadors d'escriptori.
AppleSearch era una aplicació client/servidor, tot i que la gran majoria de la lògica es trobava al servidor. La part del servidor rastrejava periòdicament un conjunt d'ubicacions configurades per l'administrador en discs durs, CD-ROM i la xarxa mitjançant AppleShare, indexant els documents que trobava després de convertir-los a text sense format mitjançant el sistema de conversió de documents Claris XTND. Una versió posterior del servidor, 1.5, també podria apuntar a servidors WAIS seleccionats, utilitzant els seus índexs directament a més dels locals. El mateix servidor també actuava com a servidor WAIS, responent a les sol·licituds WAIS enviades per Internet. El servidor també oferia un conjunt d' AppleEvents per utilitzar-los des de programes de Mac.
L'analitzador de consultes del servidor va incorporar una sèrie de funcions per ajudar a millorar la facilitat d'ús del llenguatge de consultes. Per exemple, AppleSearch no requeria que l'usuari introduís operadors booleans com AND o OR a les seves cerques. Tot i que això és cert per a la majoria dels motors de cerca d'avui, en aquell moment aquesta era una característica força poc comuna. AppleSearch també admetia stemming, que ampliava els termes de cerca en paraules similars. Utilitzant stemming, una cerca sobre "embaràs", per exemple, també trobaria resultats sobre "embarassada". Les contraccions, les paraules de connexió i la puntuació també es van gestionar.
A part d'això, la cerca es podria alimentar amb els resultats de la cerca anterior per tal d'ajustar-ne els resultats. Per exemple, si un cerca "recepta de gall dindi", el primer conjunt de resultats podria retornar un document sobre com cuinar un gall dindi, però també un sobre la cuina del mig orient a Turquia. Si després l'usuari seleccionava el document sobre cuinar un gall dindi, podria demanar més documents com aquest. El motor trobaria paraules clau al document i les utilitzaria com a termes addicionals a la nova cerca. Aquesta funció ha aparegut des de llavors a Google, a l'enllaç Pàgines similars .
AppleSearch també va incloure la possibilitat de resumir documents en un format més breu. Ho va fer seleccionant frases del document que contenien un nombre de paraules clau superior al normal, essent les paraules clau el mateix conjunt que s'utilitzaria per a l'ajustament de la cerca, com anteriorment. L'usuari podia sol·licitar una versió del document un percentatge de la mida original, i després el motor eliminaria les frases que considerava menys importants (aquelles amb menys paraules clau) fins a assolir la mida sol·licitada.
La part del client era essencialment un mòdul de comunicacions que enviava sol·licituds basades en text al servidor i rebia respostes. La part del client es podia utilitzar dins dels programes per integrar les capacitats de cerca amb relativa facilitat, l'API era bastant petita. Aquestes aplicacions no eren habituals, en canvi, l'API del client s'utilitzava més habitualment com a passarel·la per al programari d'Internet, inclosos els connectors per a Gopher i servidors web, en particular MacHTTP i (més tard) WebSTAR. AppleSearch també es va incloure amb Apple Internet Server Solution, un paquet de maquinari/programari que s'ofereix per crear servidors web fora de la caixa basats en els servidors Apple Workgroup 
AppleSearch tenia una gran quantitat de recursos quan es va llançar. Necessitava un Mac amb 68040 i 5 MB de RAM com a mínim, que el 1994 es limitava a les ofertes de gamma alta d'Apple. La versió 1.0.1, publicada el maig de 1994, també va afegir suport per a màquines basades en PowerPC. Una instal·lació bàsica amb el servidor i una llicència per a cinc usuaris va costar 1.799 dòlars, tot i que es va reduir a 1.399 dòlars quan es va publicar la versió 1.5. Uns deu usuaris addicionals costen 499 dòlars.
AppleSearch es va originar al Advanced Technology Group (ATG), els laboratoris interns d'R+D d'Apple. Abans del llançament d'AppleSearch, ATG feia temps que donava demostracions del sistema utilitzant una aplicació client coneguda com Rosebud, que utilitzava el servidor AppleSearch per crear un diari personalitzat.